# أترأباد السفلي (بدرانلو)
أترأباد السفلی (بالفارسية: اترآباد سفلی) هي قرية تقع في إيران في قسم بدرانلو الريفي. يقدر عدد سكانها بـ 17 نسمة .